# Јевгениј Рилов
Јевгениј Михајлович Рилов (рус. Евгений Михайлович Рылов; Новотроицк, 23. септембар 1996) руски је пливач чија ужа специјалност су трке леђним стилом. Вишеструки је национални првак и рекордер, вишеструки светски и европски првак, олимпијац и освајач олимпијске медаље, Заслужни мастер спорта Руске Федерације. У два наврата је проглашаван за најбољег пливача Русије по избору Руског пливачког савеза (2016. и 2017. године). 
Дипломирао је на Московској државној академији за физичко васпитање и спорт. Његов отац Михаил Рилов је некадашњи фудбалер и фудбалски тренер. 

## Спортска каријера
Рилов је пливање почео да тренира веома рано, још као шестогодишњи дечак, на јавном базену у свом родном Новотроицку. Нешто касније, паралелно са пливањем је почео да тренира и фудбал, спорт којим се његов отац Михаил бавио професионално, прво као играч, а потом и као тренер. Као јуниор је подједнако тренирао леђни, слободни и делфин стил, али се каснијо фокусирао искључиво на трке леђним стилом. 
Успешан деби на међународној јуниорској пливачкој сцени је имао 2014, прво на европском првенству у холандском Дордрехту где осваја злато (4×100 мешовито) и бронзу (100 леђно), а потом и на Олимпијским играма младих у Нанкингу са освојене четири медаље, од чега три злата. У Нанкингу је Рилов у два наврата постављао нове светске рекорде за јуниоре, прво на 50 леђно (време 25,09 с), а потом свега сат времена касније и у штафети 4×100 мешовито, заједно са Чупковим, Садовниковим и Шопином (време 3:38,02 мин).
Као сениор је дебитовао на Светском првенству 2015. чији домаћин је био град Казањ. У престоници руског Татарстана Рилов се такмичио у три дисциплине. Прво је у трци на 100 леђно испливао време од 53,23 секунде, што је било довољно за седмо место у финалу, потом је два дана касније успео да избори пласман у финале трке на 200 леђно где је испливао укупно треће време и освојио бронзану медаљу, прву у сениорској каријери. Последња трка у којој је учествовао је било финале штафете 4×100 мешовито која је заузела укупно пето место. 
На националном првенству које је одржано током априла месеца 2016. Рилов је испливао нови европски рекорд на 200 леђно у времену 1:54,21. минута, уједно потврдивши  своје место у олимпијској репрезентацији за предстојеће Олимпијске игре. На играма у Рију 2016. Рилов је наступио у обе појединачне трке леђним стилом, а пливао је и леђну деоницу штафетне трке на 4×100 мешовито, и у све три трке је успео да се пласира у финала. Најбољи резултат је остварио на 200 леђно где је освојио бронзану медаљу, на 100 леђно је био 6, односно 4. као члан штафете, заједно са Чупковим, Садовниковим и Морозовим. 
На свом другом наступу на светским првенствима, у Будимпешти 2017, постигао је и највећи успех у дотадашњој каријери, освојивши титулу светског првака у трци на 200 леђно. Рилов је у финалу испливао време новог европског рекорда, а његов резултат од 1:53,61 мин поставио га је на шесто место свих времена у тој дисциплини, успешнији су само Арон Пирсол, Рјосуке Ирије, Рајан Локти, Мич Ларкин и Тајлер Клери. Три дана касније, у финалу мушке штафете 4×100 мешовито, заједно са Пригодом, Попковим и Морозовим, осваја бронзану медаљу, али доживљава и озбиљнију повреду рамена због које пропусшта остатак сезоне у малим базенима. 
Током 2018. по први пут наступа на Европском првенству у великим и Светском првенству у малим базенима, а из Глазгова и Хангџоуа се враћа са чак 11 освојених медаља, од чега 5 златних. 
Трећи наступ на светским првенствима у великим базенима је „уписао” у корејском Квангџуу 2019. где је освојио медаље у пет од шест трка у којима је учествовао. Са успехом је одбранио титулу светског првака у трци на 200 леђно, а том злату је додао још и три сребра (50 леђно, 100 леђно и 4×100 слободно), једну бронзу (4×100 мешовито) и једно четврто место (4×100 мешовито микс). 
Столото је спровео анкету како би одредио најбољег руског спортисту на Летњим олимпијским играма 2020. Био је препознат као Евгениј Рилов